# Chironomus setivalva
Chironomus setivalva är en tvåvingeart som först beskrevs av Shilova 1957.  Chironomus setivalva ingår i släktet Chironomus och familjen fjädermyggor. Inga underarter finns listade i Catalogue of Life.